# Laia Flores
Laia Flores Costa (Mataró, 1º marzo 1996) è una cestista spagnola.
Playmaker di 171 cm, ha giocato in Serie A1 italiana con Palermo.